# Evil Hearted You
«Evil Hearted You» es una canción de The Yardbirds. Fue publicado el 1 de octubre de 1965 como un sencillo de doble lado A, junto con «Still I'm Sad». Fue escrito por el futuro miembro de 10cc, Graham Gouldman, quien también escribió los dos sencillos anteriores del grupo, «For Your Love» y «Heart Full of Soul».

## Antecedentes
The Yardbirds grabaron la canción en los estudios Advision, en Londres, el 23 de  agosto de 1965. Cuando se lanzó el 1 de  octubre de 1965 en el Reino Unido como un sencillo de doble lado A, junto con «Still I'm Sad», se convirtió en un hit single. La canción alcanzó el puesto #3 en la lista de sencillos del Reino Unido. También alcanzó el puesto #6 en Irlanda y el #33 en Alemania. Aunque la canción no de publicó como sencillo en los Estados Unidos, «Evil Hearted You» se incluyó en el segundo álbum de estudio de la banda, Having a Rave Up with the Yardbirds, el cual fue lanzado el 15 de noviembre de 1965.

## Recepción de la crítica
En una reseña de la canción de AllMusic, el escritor musical Richie Unterberger describió a «Evil Hearted You» como “uno de los sencillos de éxito más sombríos de todo el rock británico de la década de 1960”.

## Posicionamiento
| Gráfica (1965)                 | Pico de posición |
| ------------------------------ | ---------------- |
| Alemania (Offizielle Top 100)  | 33               |
| Irlanda (Irish Singles Chart)  | 6                |
| Reino Unido (UK Singles Chart) | 3                |

## Otras versiones
«Evil Hearted You»  fue versionada por Pixies, que rehízo la letra totalmente en español. Esta versión aparece como lado B del sencillo «Planet of Sound» de 1991 y también está disponible en la compilación Complete 'B' Sides.